# Oreoxis bakeri
Oreoxis bakeri är en flockblommig växtart som beskrevs av John Merle Coulter och Joseph Nelson Rose. Oreoxis bakeri ingår i släktet Oreoxis och familjen flockblommiga växter. Inga underarter finns listade i Catalogue of Life.